# Río de Oro (Cesar)
Río de Oro es un municipio de Colombia situado en el nordeste del país, en el departamento del Cesar. Limita al norte con el municipio de González y el departamento de Norte de Santander; por el sur con San Martín, por el oriente con Ocaña y por el occidente con Aguachica.

## División Político-administrativa
Aparte de su cabecera municipal. Río de Oro tiene bajo su jurisdicción los siguientes centros poblados:
- El Márquez
- Los Ángeles
- Montecitos
- Morrison
- Puerto Nuevo

## Historia
No hay una fecha clara y precisa sobre la fundación del Sitio de Río de Oro, como en un inicio fue denominado, y según historiadores se cree que comenzó a ser poblado desde 1658 por encomenderos españoles. Se sostiene que los primeros encomenderos en hacer su aparición en estas tierras fueron: Mateo Corzo, Juan de Gálvez Caballero y Catalina Gálvez de Caballero. También se habla de Luis Téllez Blanco y Gaspar Barbosa de Marín Pedroso como primeros pobladores; pero se habla de construcción, mas no de fundación. También se afirma que las primeras construcciones se realizaron en tierras que fueron donadas por Antón García de Bonilla. Tampoco existe una fuente precisa de la fundación del convento de los agustinos calzados, de quienes se dice que fundaron a Río de Oro en 1658.
En síntesis se habla de construcción mas no de fundación, lo que lógicamente ha debido tener lugar con antelación, al año citado, ya que ha comienzos de la conquista Ambrosio Alfinger, llegó hasta las tribus de los carates o caretas en los puntos llamados después Río de Oro y González.

## Geografía
- Límites del municipio: limita al norte con el municipio de González y Norte de Santander; por el sur con Ocaña y San Martín, por el oriente con Ocaña y por el occidente con Aguachica.
- Extensión total: 613,3 km2 a 1150 y 1120 m s. n. m. (metros sobre el nivel del mar).
- Temperatura media: 18 a 25 °C.

## Economía
La economía riodorense se basa prácticamente en la agricultura, la ganadería, la docencia, el comercio a baja escala y los empleos que ofrece la administración pública.
La dinámica económica del municipio corresponde al sector agropecuario, donde su base esencial productiva está sustentada en actividades agrícolas y en la ganadería extensiva.

### Agricultura
La actividad agropecuaria presenta moderada rotación de actividades, variando de cultivos a potreros y viceversa, principalmente sobre la zona plana se desarrollan cultivos en gran escala, algo tecnificados, de maíz, siembra de yuca, fríjol, papaya, caña y frutales (mango, aguacate, patilla, cítricos y otros).
En la zona alta se presenta una alta rotación agrícola por los cultivos transitorios de cebolla, tomate, fríjol, hortalizas, café y yuca en menor escala, los suelos son de baja productividad y requieren de abonos orgánicos. Principales productos:
- El cultivo de cebolla se adelanta con una variedad que es apetecida en la subregión, con medianos niveles de productividad.
- El fríjol tradicional presenta unas áreas importantes de producción y mantiene su porcentaje de participación en el departamento.
- El cultivo de tomate en minifundio ha venido reduciendo en los últimos años debido al desestímulo del campesino riodorense por este producto.

## Vías de comunicación
Terrestres
El municipio cuenta con dos vías terrestres muy importantes como son la vía que comunica a Río de Oro con Aguachica, y la que se comunica con Ocaña en Norte de Santander, favoreciendo al municipio ya que por medio de estas es posible el transporte hacia los distintos departamentos de Colombia.

## Estructura organizacional municipal
| Río de Oro   | Río de Oro  | Río de Oro                 |
| Departamento | Código DANE | Categoría municipal (2023) |
| ------------ | ----------- | -------------------------- |
| Cesar        | 20614       | Sexta                      |

- Personería: Es un centro del Ministerio Público de Colombia que ejerce, vigila y hace control sobre la gestión de las alcaldías y entes descentralizados; velan por la promoción y protección de los derechos humanos; vigilan el debido proceso, la conservación del medio ambiente, el patrimonio público y la prestación eficiente de los servicios públicos, garantizando a la ciudadanía la defensa de sus derechos e intereses.

- Concejo Municipal: Es la suprema autoridad política del municipio. En materia administrativa sus atribuciones son de carácter normativo. También le corresponde vigilar y hacer control político a la administración municipal. Se regulan por los reglamentos internos de la corporación en el marco de la Constitución Política Colombiana (artículo 313) y las leyes, en especial la Ley 136 de 1994 y la Ley 1551 de 2012.

Constituido por 11 concejales por un periodo de 4 años.
- Alcaldía Municipal: En esta se encuentra la administración distrital y las entidades descentralizadas del municipio.

El alcalde se pronuncia mediante decretos y se desempeña como representante legal, judicial y extrajudicial del municipio. El alcalde municipal es Arnoldo Osorio Rincón (2024-2027).
- JAL.

### Servicios públicos
- Energía Eléctrica: Centrales Eléctricas de Norte de Santander, (CENS) del grupo EPM, es la empresa prestadora del servicio de energía eléctrica.
- Gas Natural: Vanti es la empresa distribuidora y comercializadora de gas natural en el municipio.

## Personas destacadas
Ciro Guerra 